# 山風 (海風型駆逐艦)
|                        | |
| 艦歴                   | |
| 計画                   | 1907年度 |
| 起工                   | 1910年6月1日 |
| 進水                   | 1911年1月21日 |
| 就役                   | 1911年10月21日 |
| その後                 | 1912年8月28日一等駆逐艦 1930年6月1日掃海艇編入、第八号掃海艇 (二代) と改名                                            |
| 除籍                   | 1922年4月1日 |
| 性能諸元（計画竣工時） | |
| 排水量                 | 基準：1,030トン 常備：1,150トン                                                                                       |
| 全長                   | 水線長：97.84m 垂線間長：310 ft 0 in (94.49 m)                                                                        |
| 全幅                   | 28 ft 0+13⁄16 in (8.56 m)                                                                                             |
| 吃水                   | 9 ft 0 in (2.74 m) |
| 深さ                   | 5.26m |
| 機関                   | 推進：3軸 主機：パーソンズ式直結タービン3軸併結 出力：計画 20,500馬力 ボイラー：イ号艦本式缶 混焼缶6基、重油専焼缶2基 |
| 最大速力               | 計画：33ノット |
| 燃料                   | 重油218トン、石炭165トン                                                                                              |
| 航続距離               | 2,700カイリ / 15ノット                                                                                                |
| 乗員                   | 竣工時定員：139名 1920年時 141名                                                                                      |
| 兵装                   | 40口径四一式12cm単装砲 2門 40口径四一式8cm単装砲 5門 45cm単装発射管 3基 (竣工直後に45cm連装水上発射管2基4門に換装)    |
| 搭載艇                 | 1920年5隻 |
| 備考                   | ※トンは英トン |
| その他                 | 信号符字：GQBL（竣工時）                                                                                              |

山風（やまかぜ）は、大日本帝国海軍の駆逐艦で、海風型駆逐艦の2番艦である。同名艦に白露型駆逐艦（海風型駆逐艦 / 改白露型駆逐艦）の「山風」があるため、こちらは「山風 (初代)」や「山風I」などと表記される。

## 艦歴

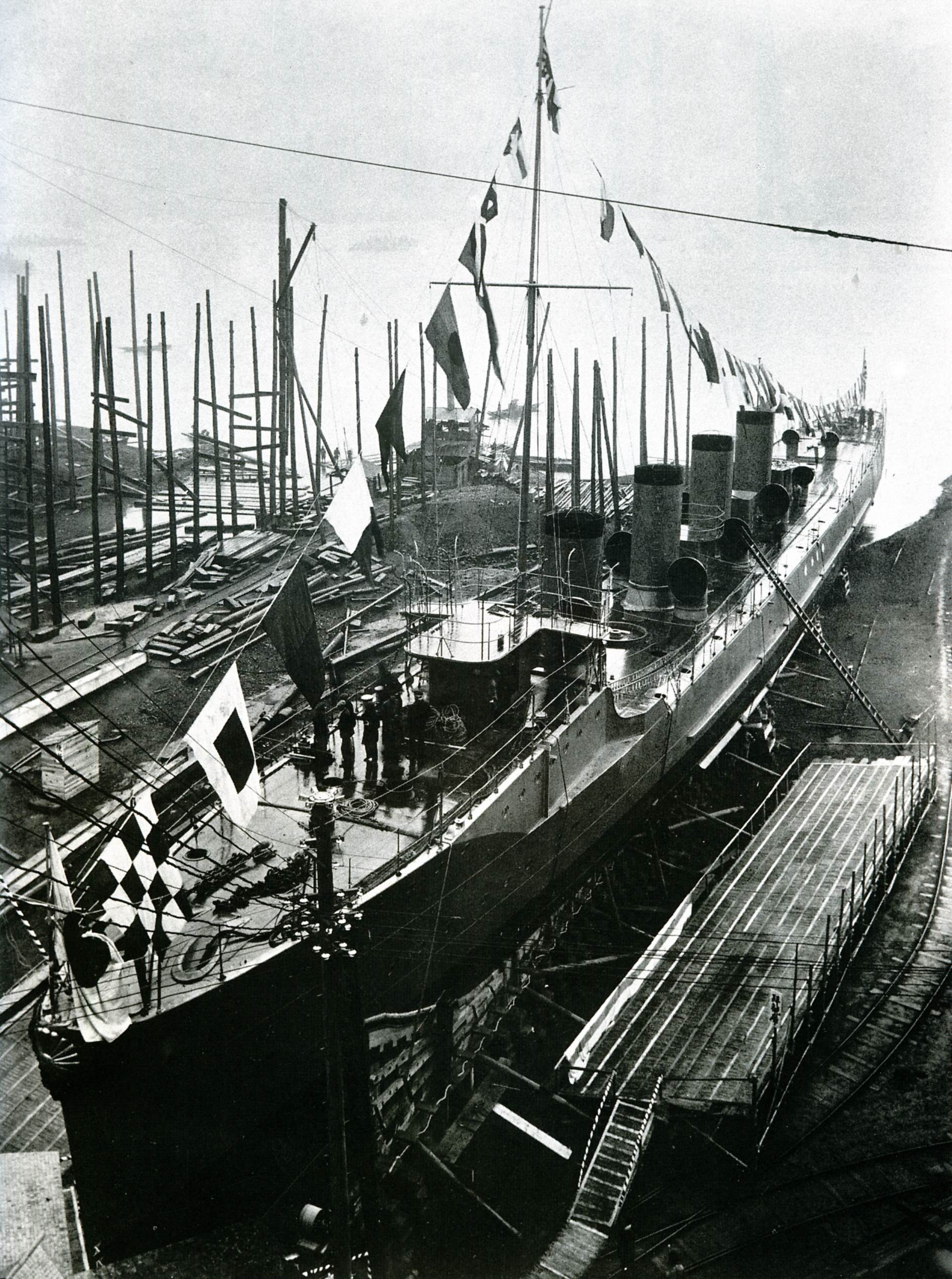
進水前の「山風」

海風型駆逐艦（海風、山風）は、日本海軍の駆逐艦として蒸気タービンを最初に採用した画期的艦艇であった。
基本計画番号はF9で、本艦の仮称艦名は「甲号大駆逐艦」。1909年（明治42年）8月28日、三菱合資会社と製造契約を締結、同年11月15日、甲号大駆逐艦は「山風」と命名される。
1910年（明治43年）6月1日、三菱長崎造船所で起工。船番209。1911年（明治44年）1月21日、進水。進水前の写真では菊の御紋章がついているのが確認できる。完成時には取り外されてはいるが、これは駆逐艦に菊の御紋章がつけられた唯一の事例である。
全力公試中に計画出力を越えた3万軸馬力と35.0ノットを発揮したという。
1911年10月21日、竣工、同日附で駆逐艦に類別される。
1912年（大正元年）8月28日、駆逐艦に等級が附与され、本艦の等級は一等とされる。
1915年（大正4年）3月5日、第16駆逐隊（山風、海風）は沼津市に到着。沼津御用邸沖合に停泊する（第16駆逐隊司令桑島省三、山風艦長角田貫三、海風艦長小泉親治）。
3月6日、裕仁親王（後の昭和天皇、当時14歳）は「山風」を御召駆逐艦（供奉艦「海風」）として三保の松原に向かう（同日、御用邸帰還）。
3月7日、裕仁親王は「山風」に乗艦して駿河湾を遊覧、訓練では自ら魚雷発射を試みた。
3月8日、任務を終えた16駆（山風、海風）は横須賀に向かった。
第一次世界大戦では第一南遣支隊所属で南洋群島方面攻略に参加。1918年（大正7年）のシベリア出兵では沿海州沿岸警備に従事。
1920年（大正9年）3月24日午前9時30分、九州地方行啓のため大正天皇皇太子（後の昭和天皇、当時19歳）は神戸港より戦艦「香取」に乗艦する。海風型2隻（海風、山風）は他の供奉艦（第二戦隊〈安藝、薩摩〉、駆逐艦〈榎、楢〉）と共に同行する。翌日夕刻、艦隊は鹿児島に到着。翌日、皇太子は鹿児島に上陸した。以後も山風以下艦隊は皇太子（御召艦香取）の九州行啓を護衛した。
1926年（大正15年）11月29日 - 艦艇類別等級表に「艦型」が定められ、本艦の艦型は海風型とされる。同年12月1日から1928年12月10日まで鎮海要港部に所属し、この間主に朝鮮半島で活動する。
1930年（昭和5年）6月1日、山風は駆逐艦籍から除かれ掃海艇に類別変更。「第八号掃海艇」(二代)と改称した。1936年（昭和11年）4月1日、除籍。

## 艦長
※『日本海軍史』第9巻・第10巻の「将官履歴」及び『官報』に基づく。
駆逐艦長
- 渡辺仁太郎 中佐：不詳 - 1912年6月29日

＊兼佐世保海軍工廠艤装員（ - 1911年12月22日）
- 山下義章 中佐：1912年6月29日 - 1913年4月1日
- 岡村秀二郎 中佐：1913年4月1日 - 12月1日
- （心得）角田貫三 少佐：1913年12月1日 - 不詳
- 角田貫三 中佐：不詳 - 1915年5月1日[48]
- （心得）前川義一 少佐：1915年5月1日[48] -
- 前川義一 中佐：1915年12月13日 - 1916年4月1日
- （心得）中山友次郎 少佐：1916年4月1日 - 8月1日
- 中山友次郎少佐：1916年8月1日 - 1916年12月1日
- 杉浦正雄 少佐：1916年12月1日 - 1917年6月1日
- 馬島専之助 少佐：1917年6月1日 - 12月1日[49]
- 若山昇 少佐：1917年12月1日[49] - 1918年9月10日[50]
- 後藤章 少佐：1918年9月10日 - 12月1日
- 長井実 少佐：1918年12月1日 - 1919年4月1日
- （心得）長井実 少佐：1919年4月1日 - 12月1日
- （心得）蒲田静三 少佐：1919年12月1日[51] - 1920年12月1日[52]
- （心得）赤沢堅三郎 少佐：1920年12月1日[52] - 1921年12月1日[53]
- （心得）森田重房 少佐：1921年12月1日[53] - 1922年12月1日[54]
- （心得）石井先知 少佐：1922年12月1日[54] - 1923年4月1日[55]
- （心得）吉田健介 少佐：1923年4月1日[55] - 11月20日[56]
- （心得）荒糺 少佐：1923年11月20日 - 1924年6月10日
- （心得）中円尾義三 少佐：1924年6月10日 - 1924年12月1日
- 加来博胤 少佐：1924年12月1日[57] - 1926年7月20日[58]
- （兼）岩原盛恵 少佐：1926年7月20日[58] - 11月1日[59]
- 金子豊吉 少佐：1926年11月1日 - 1927年12月1日
- 樋口通達 少佐：1927年12月1日[60] - 1929年7月20日[61]
- 西岡茂泰 少佐：1929年7月20日 - 1930年6月1日

掃海艇長
- 西岡茂泰 少佐：1930年6月1日 - 1930年8月1日
- 谷口信義 少佐：1930年8月1日[62] - 1931年4月1日[63]
- 有田貢 少佐：1931年4月1日[63] - 1932年4月1日[64]